# Хилл, Иэн
И́эн Фрэнк Хилл (англ. Ian Frank Hill; род. 20 января 1951 года, Уэст-Бромидж, Англия) — британский басист, один из основателей группы Judas Priest. Единственный участник, находящийся в группе с первых дней её существования.

## Биография
Иэн Хилл родился 20 января 1951 года в Уэст-Бромидже (Англия). Он учился в школах New Tree и Churchfield — тех, где обучался будущий гитарист Judas Priest Кеннет Даунинг, однако до подросткового возраста ребята мало интересовались музыкой и не дружили между собой. Хилл, которого лет в 16 очень увлекла рок-музыка, в частности группа Cream и её бас-гитарист Джек Брюс, в 13 лет получил первые уроки игры на бас-гитаре от своего отца, басиста местных джазовых групп. Отец умер, когда парню исполнилось только пятнадцать лет, но это обучение помогло Хиллу в выборе своей будущей профессии. В 1970 году вместе со школьным приятелем Кеннетом Даунингом, Ян сформировал хэви-метал-группу Judas Priest, с которой добился мировой известности, нескольких платиновых альбомов и выиграл премию «Грэмми».
Иэн Хилл известен своей твердой и мелодичной басовой игрой, которая, оказалось, была идеальным фоном для двойных гитар Кеннета Даунинга, Гленна Типтона и вокала Хэлфорда. Он также играл на бас-гитаре с двойным грифом на концерте на DVD Electric Eye. В течение первых лет группы он играл пальцами, но позднее стал пользоваться медиатором. В редких случаях он всё ещё играет пальцами.
Хилл в 1974 году женился на сестре Роба Хэлфорда, Сью, но в 1984 году они развелись. От первого брака у музыканта остался сын Александр. Второй раз Иэн женился на американке Letitia, дочь от которой была названа в честь матери.
Самым большим увлечением Хилла, помимо музыки, являются автомобили. «Я действительно интересуюсь машинами — я думаю, вы можете сказать, что я всегда был помешан на автомобилях. Мне нравится ковыряться в них, разбирать их на части и потом, снова собирать», — признавался музыкант в одном из интервью.

## Дискография
- Rocka Rolla (1974)
- Sad Wings of Destiny (1976)
- Sin after Sin (1977)
- Stained Class (1978)
- Killing Machine/Hell Bent for Leather (1978/1979)
- British Steel (1980)
- Point of Entry (1981)
- Screaming for Vengeance (1982)
- Defenders of the Faith (1984)
- Turbo (1986)
- Ram It Down (1988)
- Painkiller (1990)
- Jugulator (1997)
- Demolition (2001)
- Angel of Retribution (2005)
- Nostradamus (2008)
- Redeemer of Souls (2014)
- Firepower (2018)